# Südkamp
Der Südkamp ist ein Naturschutzgebiet mit einer Größe von 9,20 ha im Bezirk Senne der Stadt Bielefeld. Es wird mit der Nummer BI-028 geführt. Das Gebiet wurde im Jahr 2005 als Naturschutzgebiet ausgewiesen und dient der Erhaltung und Entwicklung von Calluna- und Erica-Heideflächen und Sandmagerrasen sowie offenen Sandstellen und deren Übergangszonen im Waldrandbereich auf nährstoffarmen Sandböden mit ihren seltenen Tier- und Pflanzenarten.

## Lage
Das Schutzgebiet befindet sich nordöstlich des Autobahnkreuzes Bielefeld auf dem Gebiet des Bielefelder Stadtbezirks Senne. Es liegt zwar innerhalb eines Waldgebietes, jedoch grenzen im Südwesten die Strecke der Senne-Bahn sowie das Bielefelder Umspannwerk Süd an den Südkamp an. Auf nordwestlicher und südöstlicher Seite wird die Schutzfläche jeweils von einer Hochspannungsleitung begrenzt.
Der Südkamp weist ein Gefälle von rund fünf Metern auf und folgt dabei der Abflachung der dem Teutoburger Wald vorgelagerten Sennelandschaft, wobei sich der höchste Punkt mit 125 m ü. NHN im Nordosten befindet.